# Bohumil Navrátil

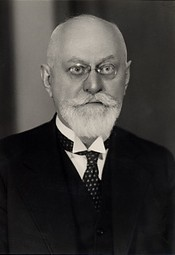
Bohumil Navrátil

Bohumil Navrátil (* 21. Februar 1870 in Vyškov, Österreich-Ungarn; † 2. Juli 1936 in Brno-Řečkovice) war ein tschechischer Historiker, Archivar, Geschichtsprofessor und von 1926 bis 1927 Rektor der Masaryk-Universität in Brünn.

## Leben
Von 1881 besuchte er das slawische Gymnasium in Brünn, legte am 11. Juni 1889 in Prag sein Abitur ab, studierte anschließend Jura und ab 1892 Philosophie an der Fakultät in Prag. Am 17. Juli 1896 promovierte er zum Doktor der Philosophie. Bis 1900 arbeitete er als Angestellter in der Bibliothek der Universität Prag und von 1902 bis 1908 an der Uni-Bibliothek in Brünn. Er studierte auch einige Zeit im Ausland, darunter 1896–1897 in Berlin und Bonn. Von 1908 bis 1920 begleitete er die Stellung des Landesarchivars und von 1919 bis 1935 die des Verwalters des Archivs der Stadt Brünn. Von 1920 bis 1936 lehrte er als ordentlicher Professor für Geschichte des Mittelalters an der Brünner Universität. 1922 erhielt er das Ehrendoktorat der Universität Padua. Ein Jahr davor wurde er zum ersten Dekan der Masaryk-Universität gewählt, 1926–1927 war er deren Rektor. 
Navratil gehörte der Königlichen Böhmischen Gesellschaft der Wissenschaften an, der Tschechischen Akademie der Wissenschaften, war Mitglied der Kommission für die Publikation historischer Denkschriften der Matice moravská, später derer Vorsitzender.

## Werke
In seinen Büchern beschäftigte er sich mit Geschichte der Gegenreformation in Mähren. Ab 1914 redigierte er die Zeitschrift der Matice.

### Monographien
- Biskupství olomoucké 1576–79
- Volba Stanislava Pavlovského 1909

### Editionen
- Jesuité olomoučtí za protireformace. Akty a listiny z let 1558–1619